# Liga Światowa w Piłce Siatkowej 2013
Liga Światowa 2013 − 24. edycja międzynarodowych rozgrywek siatkarskich, która rozpoczęła się 31 maja 2013. W zawodach brało udział 18 drużyn podzielonych na trzy grupy. Turniej finałowy odbył się w Mar del Plata (Argentyna). Po raz czwarty rozegrano kwalifikacje, które wyłoniły zespoły biorące udział w Lidze Światowej 2013.
Po raz trzeci w historii Ligi Światowej rozgrywki wygrała reprezentacja Rosji. Najbardziej wartościowym graczem turnieju (MVP) został rosyjski atakujący Nikołaj Pawłow. Najwięcej nagród indywidualnych (3) otrzymali zawodnicy z Brazylii.

## System rozgrywek
18 zespołów podzielono na 3 grupy. Z grup A i B awansowały do fazy finałowej po dwa najlepsze zespoły, a z grupy C – jeden (powodem jest słabsze obstawienie ostatniej z grup). Stawkę 5 finalistów uzupełnił tegoroczny gospodarz turnieju, Argentyna.
Faza grupowa rozpoczęła się 31 maja 2013 r., a turniej finałowy rozgrywany będzie w dniach 17-21 lipca 2013 r.

## Uczestnicy
| Grupa A                                                      | Grupa B                              | Grupa C                                                       |
| ------------------------------------------------------------ | ------------------------------------ | ------------------------------------------------------------- |
| Brazylia Polska Stany Zjednoczone Bułgaria Argentyna Francja | Rosja Włochy Kuba Serbia Niemcy Iran | Kanada Korea Południowa Finlandia Holandia Portugalia Japonia |

## Rozgrywki

### Faza grupowa

#### Grupa A
Tabela
| Lp. | Drużyna           | Pkt | Mecze | Mecze   | Mecze   | Sety | Sety | Sety  | Małe punkty | Małe punkty | Małe punkty |
| Lp. | Drużyna           | Pkt | M     | W (3:2) | P (2:3) | wyg. | prz. | ratio | zdob.       | str.        | ratio       |
| --- | ----------------- | --- | ----- | ------- | ------- | ---- | ---- | ----- | ----------- | ----------- | ----------- |
| 1   | Brazylia          | 25  | 10    | 9 (2)   | 1 (0)   | 28   | 11   | 2.545 | 928         | 835         | 1.111       |
| 2   | Bułgaria          | 19  | 10    | 7 (2)   | 3 (0)   | 23   | 15   | 1.533 | 865         | 855         | 1.012       |
| 3   | Francja           | 15  | 10    | 5 (3)   | 5 (3)   | 21   | 23   | 0.913 | 966         | 971         | 0.995       |
| 4   | Polska            | 14  | 10    | 4 (2)   | 6 (4)   | 21   | 24   | 0.875 | 966         | 1006        | 0.960       |
| 5   | Stany Zjednoczone | 12  | 10    | 4 (1)   | 6 (1)   | 18   | 21   | 0.857 | 913         | 877         | 1.041       |
| 6   | Argentyna         | 5   | 10    | 1 (0)   | 9 (2)   | 11   | 28   | 0.393 | 817         | 911         | 0.897       |

Źródło: fivb.org
Punktacja: 3:0 i 3:1 – 3 pkt; 3:2 – 2 pkt; 2:3 – 1 pkt; 1:3 i 0:3 – 0 pkt
Zasady ustalania kolejności: 1. liczba punktów; 2. liczba zwycięstw; 3. stosunek setów; 4. stosunek małych punktów; 5. bilans w bezpośrednich meczach
     awans do fazy finałowej
Weekend 1
| Data | Godz. | Drużyna 1         | Wynik | Drużyna 2 | 1     | 2     | 3     | 4     | 5     | Widzów | *      |
| ---- | ----- | ----------------- | ----- | --------- | ----- | ----- | ----- | ----- | ----- | ------ | ------ |
| 7.06 | 17:45 | Polska            | 1:3   | Brazylia  | 22:25 | 20:25 | 25:22 | 15:25 |       | 4904   | Raport |
| 7.06 | 20:30 | Francja           | 2:3   | Bułgaria  | 21:25 | 25:14 | 25:21 | 22:25 | 11:15 | 4500   | Raport |
| 7.06 | 19:00 | Stany Zjednoczone | 1:3   | Argentyna | 18:25 | 21:25 | 25:22 | 24:26 |       | 3800   | Raport |
| 8.06 | 19:00 | Stany Zjednoczone | 3:1   | Argentyna | 22:25 | 27:25 | 25:19 | 25:19 |       | 3300   | Raport |
| 9.06 | 18:00 | Francja           | 0:3   | Bułgaria  | 24:26 | 29:31 | 20:25 |       |       | 2700   | Raport |
| 9.06 | 20:15 | Polska            | 2:3   | Brazylia  | 26:28 | 22:25 | 25:23 | 25:20 | 10:15 | 11012  | Raport |

Weekend 2
| Data  | Godz. | Drużyna 1         | Wynik | Drużyna 2 | 1     | 2     | 3     | 4     | 5    | Widzów | *      |
| ----- | ----- | ----------------- | ----- | --------- | ----- | ----- | ----- | ----- | ---- | ------ | ------ |
| 14.06 | 20:30 | Argentyna         | 0:3   | Brazylia  | 20:25 | 21:25 | 15:25 |       |      | 5600   | Raport |
| 14.06 | 19:00 | Stany Zjednoczone | 3:0   | Francja   | 25:15 | 29:27 | 25:16 |       |      | 2781   | Raport |
| 15.06 | 19:00 | Stany Zjednoczone | 3:2   | Francja   | 22:25 | 25:22 | 24:26 | 30:28 | 15:9 | 3205   | Raport |
| 15.06 | 20:30 | Argentyna         | 0:3   | Brazylia  | 21:25 | 25:27 | 13:25 |       |      | 5800   | Raport |

Weekend 3
| Data  | Godz. | Drużyna 1 | Wynik | Drużyna 2 | 1     | 2     | 3     | 4     | 5     | Widzów | *      |
| ----- | ----- | --------- | ----- | --------- | ----- | ----- | ----- | ----- | ----- | ------ | ------ |
| 21.06 | 20:00 | Francja   | 3:2   | Polska    | 25:23 | 21:25 | 22:25 | 25:21 | 15:11 | 4900   | Raport |
| 22.06 | 20:00 | Bułgaria  | 3:0   | Argentyna | 25:18 | 25:21 | 25:16 |       |       | 12500  | Raport |
| 23.06 | 18:00 | Francja   | 3:2   | Polska    | 25:21 | 23:25 | 25:20 | 21:25 | 15:13 | 4000   | Raport |
| 23.06 | 20:00 | Bułgaria  | 3:1   | Argentyna | 17:25 | 25:19 | 25:21 | 31:29 |       | 12000  | Raport |

Weekend 4
| Data  | Godz. | Drużyna 1         | Wynik | Drużyna 2 | 1     | 2     | 3     | 4     | 5     | Widzów | *      |
| ----- | ----- | ----------------- | ----- | --------- | ----- | ----- | ----- | ----- | ----- | ------ | ------ |
| 28.06 | 9:50  | Brazylia          | 3:2   | Francja   | 25:20 | 25:19 | 22:25 | 21:25 | 15:12 | 8250   | Raport |
| 28.06 | 20:15 | Polska            | 3:2   | Argentyna | 26:24 | 19:25 | 19:25 | 25:17 | 15:8  | 6701   | Raport |
| 28.06 | 19:30 | Stany Zjednoczone | 3:0   | Bułgaria  | 25:19 | 25:22 | 25:21 |       |       | 3500   | Raport |
| 29.06 | 10:00 | Brazylia          | 1:3   | Francja   | 27:29 | 25:23 | 22:25 | 19:25 |       | 11000  | Raport |
| 29.06 | 19:30 | Stany Zjednoczone | 1:3   | Bułgaria  | 20:25 | 25:18 | 23:25 | 21:25 |       | 4415   | Raport |
| 30.06 | 20:15 | Polska            | 3:1   | Argentyna | 18:25 | 25:21 | 26:24 | 25:17 |       | 11891  | Raport |

Weekend 5
| Data | Godz. | Drużyna 1 | Wynik | Drużyna 2         | 1     | 2     | 3     | 4     | 5     | Widzów | *      |
| ---- | ----- | --------- | ----- | ----------------- | ----- | ----- | ----- | ----- | ----- | ------ | ------ |
| 5.07 | 9:50  | Brazylia  | 3:1   | Bułgaria          | 24:26 | 25:17 | 25:20 | 25:23 |       | 10925  | Raport |
| 5.07 | 20:15 | Polska    | 3:2   | Stany Zjednoczone | 25:22 | 19:25 | 13:25 | 30:28 | 18:16 | 11000  | Raport |
| 6.07 | 20:00 | Argentyna | 2:3   | Francja           | 18:25 | 18:25 | 25:17 | 25:22 | 11:15 | 6930   | Raport |
| 6.07 | 10:00 | Brazylia  | 3:1   | Bułgaria          | 19:25 | 25:21 | 25:17 | 25:19 |       | 11500  | Raport |
| 7.07 | 20:15 | Polska    | 3:1   | Stany Zjednoczone | 25:23 | 17:25 | 25:21 | 25:23 |       | 6000   | Raport |
| 7.07 | 20:00 | Argentyna | 1:3   | Francja           | 23:25 | 20:25 | 25:22 | 19:25 |       | 6350   | Raport |

Weekend 6
| Data  | Godz. | Drużyna 1 | Wynik | Drużyna 2         | 1     | 2     | 3     | 4     | 5     | Widzów | *      |
| ----- | ----- | --------- | ----- | ----------------- | ----- | ----- | ----- | ----- | ----- | ------ | ------ |
| 12.07 | 20:00 | Bułgaria  | 3:0   | Polska            | 25:21 | 25:21 | 25:21 |       |       | 5600   | Raport |
| 13.07 | 9:50  | Brazylia  | 3:1   | Stany Zjednoczone | 25:22 | 25:18 | 20:25 | 28:26 |       | 11600  | Raport |
| 13.07 | 21:00 | Bułgaria  | 3:2   | Polska            | 20:25 | 23:25 | 25:21 | 25:21 | 19:17 | 5600   | Raport |
| 14.07 | 9:35  | Brazylia  | 3:0   | Stany Zjednoczone | 25:21 | 26:24 | 25:23 |       |       | 11988  | Raport |

#### Grupa B
Tabela
| Lp. | Drużyna | Pkt | Mecze | Mecze   | Mecze   | Sety | Sety | Sety  | Małe punkty | Małe punkty | Małe punkty |
| Lp. | Drużyna | Pkt | M     | W (3:2) | P (2:3) | wyg. | prz. | ratio | zdob.       | str.        | ratio       |
| --- | ------- | --- | ----- | ------- | ------- | ---- | ---- | ----- | ----------- | ----------- | ----------- |
| 1   | Włochy  | 19  | 10    | 7 (3)   | 3 (1)   | 25   | 16   | 1.563 | 953         | 896         | 1.064       |
| 2   | Rosja   | 19  | 10    | 7 (3)   | 3 (1)   | 25   | 16   | 1.563 | 939         | 889         | 1.056       |
| 3   | Niemcy  | 17  | 10    | 5 (1)   | 5 (3)   | 21   | 19   | 1.105 | 865         | 878         | 0.985       |
| 4   | Serbia  | 16  | 10    | 5 (2)   | 5 (3)   | 22   | 22   | 1.000 | 958         | 992         | 0.966       |
| 5   | Iran    | 15  | 10    | 5 (2)   | 5 (2)   | 20   | 21   | 0.952 | 929         | 898         | 1.035       |
| 6   | Kuba    | 4   | 10    | 1 (0)   | 9 (1)   | 9    | 28   | 0.321 | 794         | 885         | 0.897       |

Źródło: fivb.org
Punktacja: 3:0 i 3:1 – 3 pkt; 3:2 – 2 pkt; 2:3 – 1 pkt; 1:3 i 0:3 – 0 pkt
Zasady ustalania kolejności: 1. liczba punktów; 2. liczba zwycięstw; 3. stosunek setów; 4. stosunek małych punktów; 5. bilans w bezpośrednich meczach
     awans do fazy finałowej
Weekend 1
| Data | Godz. | Drużyna 1 | Wynik | Drużyna 2 | 1     | 2     | 3     | 4     | 5    | Widzów | *      |
| ---- | ----- | --------- | ----- | --------- | ----- | ----- | ----- | ----- | ---- | ------ | ------ |
| 7.06 | 18:00 | Rosja     | 3:0   | Iran      | 25:21 | 25:22 | 25:17 |       |      | 2930   | Raport |
| 7.06 | 20:30 | Włochy    | 3:0   | Niemcy    | 25:15 | 25:23 | 25:21 |       |      | 3623   | Raport |
| 7.06 | 20:40 | Kuba      | 1:3   | Serbia    | 17:25 | 21:25 | 25:21 | 20:25 |      | 14000  | Raport |
| 8.06 | 18:00 | Rosja     | 3:1   | Iran      | 25:23 | 25:22 | 17:25 | 25:18 |      | 3310   | Raport |
| 8.06 | 20:40 | Kuba      | 1:3   | Serbia    | 24:26 | 22:25 | 25:18 | 21:25 |      | 10000  | Raport |
| 9.06 | 18:00 | Włochy    | 3:2   | Niemcy    | 22:25 | 19:25 | 25:17 | 26:24 | 15:6 | 3719   | Raport |

Weekend 2
| Data  | Godz. | Drużyna 1 | Wynik | Drużyna 2 | 1     | 2     | 3     | 4     | 5    | Widzów | *      |
| ----- | ----- | --------- | ----- | --------- | ----- | ----- | ----- | ----- | ---- | ------ | ------ |
| 14.06 | 18:00 | Rosja     | 3:0   | Serbia    | 29:27 | 25:14 | 25:20 |       |      | 6260   | Raport |
| 14.06 | 20:00 | Włochy    | 3:0   | Kuba      | 25:20 | 25:17 | 25:23 |       |      | 4998   | Raport |
| 15.06 | 18:00 | Rosja     | 3:2   | Serbia    | 25:23 | 24:26 | 22:25 | 25:18 | 15:8 | 6070   | Raport |
| 16.06 | 20:00 | Włochy    | 3:0   | Kuba      | 25:23 | 25:18 | 25:19 |       |      | 6000   | Raport |

Weekend 3
| Data  | Godz. | Drużyna 1 | Wynik | Drużyna 2 | 1     | 2     | 3     | 4     | 5     | Widzów | *      |
| ----- | ----- | --------- | ----- | --------- | ----- | ----- | ----- | ----- | ----- | ------ | ------ |
| 21.06 | 17:00 | Iran      | 2:3   | Serbia    | 24:26 | 23:25 | 25:17 | 25:14 | 16:18 | 12000  | Raport |
| 21.06 | 18:00 | Rosja     | 1:3   | Włochy    | 24:26 | 30:28 | 20:25 | 17:25 |       | 6080   | Raport |
| 22.06 | 18:00 | Rosja     | 3:2   | Włochy    | 25:23 | 25:23 | 26:28 | 23:25 | 15:12 | 5280   | Raport |
| 22.06 | 19:00 | Niemcy    | 3:0   | Kuba      | 25:18 | 25:19 | 25:16 |       |       | 1500   | Raport |
| 23.06 | 17:00 | Iran      | 3:2   | Serbia    | 25:20 | 24:26 | 23:25 | 25:22 | 15:12 | 12000  | Raport |
| 23.06 | 17:00 | Niemcy    | 3:1   | Kuba      | 25:23 | 25:22 | 24:26 | 25:23 |       | 2200   | Raport |

Weekend 4
| Data  | Godz. | Drużyna 1 | Wynik | Drużyna 2 | 1     | 2     | 3     | 4     | 5     | Widzów | *      |
| ----- | ----- | --------- | ----- | --------- | ----- | ----- | ----- | ----- | ----- | ------ | ------ |
| 28.06 | 20:00 | Włochy    | 1:3   | Iran      | 23:25 | 22:25 | 25:22 | 30:32 |       | 3850   | Raport |
| 28.06 | 20:40 | Kuba      | 0:3   | Rosja     | 20:25 | 23:25 | 23:25 |       |       | 5000   | Raport |
| 29.06 | 20:00 | Serbia    | 1:3   | Niemcy    | 20:25 | 21:25 | 25:21 | 21:25 |       | 4500   | Raport |
| 29.06 | 20:40 | Kuba      | 3:1   | Rosja     | 25:23 | 20:25 | 25:20 | 25:22 |       | 6000   | Raport |
| 30.06 | 19:00 | Włochy    | 3:2   | Iran      | 25:22 | 25:20 | 20:25 | 18:25 | 15:13 | 4638   | Raport |
| 30.06 | 20:00 | Serbia    | 3:2   | Niemcy    | 23:25 | 25:19 | 25:22 | 21:25 | 15:12 | 4600   | Raport |

Weekend 5
| Data | Godz. | Drużyna 1 | Wynik | Drużyna 2 | 1     | 2     | 3     | 4     | 5     | Widzów | *      |
| ---- | ----- | --------- | ----- | --------- | ----- | ----- | ----- | ----- | ----- | ------ | ------ |
| 5.07 | 20:00 | Niemcy    | 2:3   | Rosja     | 25:21 | 25:18 | 22:25 | 16:25 | 7:15  | 2600   | Raport |
| 5.07 | 20:40 | Kuba      | 2:3   | Iran      | 26:24 | 25:19 | 19:25 | 22:25 | 14:16 | 8000   | Raport |
| 6.07 | 20:00 | Serbia    | 2:3   | Włochy    | 25:20 | 22:25 | 25:21 | 22:25 | 17:19 | 5800   | Raport |
| 6.07 | 20:00 | Niemcy    | 3:2   | Rosja     | 25:21 | 25:21 | 18:25 | 23:25 | 18:16 | 3200   | Raport |
| 6.07 | 20:40 | Kuba      | 1:3   | Iran      | 25:22 | 20:25 | 18:25 | 22:25 |       | 8000   | Raport |
| 7.07 | 20:00 | Serbia    | 3:1   | Włochy    | 28:26 | 17:25 | 25:23 | 25:19 |       | 3800   | Raport |

Weekend 6
| Data  | Godz. | Drużyna 1 | Wynik | Drużyna 2 | 1     | 2     | 3     | 4 | 5 | Widzów | *      |
| ----- | ----- | --------- | ----- | --------- | ----- | ----- | ----- | - | - | ------ | ------ |
| 12.07 | 21:00 | Iran      | 3:0   | Niemcy    | 25:19 | 25:18 | 25:20 |   |   | 12000  | Raport |
| 13.07 | 21:00 | Iran      | 0:3   | Niemcy    | 21:25 | 23:25 | 22:25 |   |   | 12000  | Raport |

#### Grupa C
Tabela
| Lp. | Drużyna          | Pkt | Mecze | Mecze   | Mecze   | Sety | Sety | Sety  | Małe punkty | Małe punkty | Małe punkty |
| Lp. | Drużyna          | Pkt | M     | W (3:2) | P (2:3) | wyg. | prz. | ratio | zdob.       | str.        | ratio       |
| --- | ---------------- | --- | ----- | ------- | ------- | ---- | ---- | ----- | ----------- | ----------- | ----------- |
| 1   | Kanada           | 23  | 10    | 8 (1)   | 2 (0)   | 26   | 11   | 2.364 | 881         | 771         | 1.143       |
| 2   | Holandia         | 22  | 10    | 7 (0)   | 3 (1)   | 25   | 14   | 1.786 | 935         | 881         | 1.061       |
| 3   | Korea Południowa | 13  | 10    | 4 (0)   | 6 (1)   | 16   | 22   | 0.727 | 732         | 787         | 0.930       |
| 4   | Finlandia        | 12  | 10    | 4 (1)   | 6 (1)   | 18   | 21   | 0.857 | 864         | 896         | 0.964       |
| 5   | Portugalia       | 11  | 10    | 4 (2)   | 6 (1)   | 16   | 24   | 0.667 | 802         | 841         | 0.954       |
| 6   | Japonia          | 9   | 10    | 3 (1)   | 7 (1)   | 16   | 25   | 0.640 | 895         | 933         | 0.959       |

Źródło: fivb.org
Punktacja: 3:0 i 3:1 – 3 pkt; 3:2 – 2 pkt; 2:3 – 1 pkt; 1:3 i 0:3 – 0 pkt
Zasady ustalania kolejności: 1. liczba punktów; 2. liczba zwycięstw; 3. stosunek setów; 4. stosunek małych punktów; 5. bilans w bezpośrednich meczach
     awans do fazy finałowej
Weekend 1
| Data  | Godz. | Drużyna 1        | Wynik | Drużyna 2  | 1     | 2     | 3     | 4     | 5     | Widzów | *      |
| ----- | ----- | ---------------- | ----- | ---------- | ----- | ----- | ----- | ----- | ----- | ------ | ------ |
| 31.05 | 18:40 | Finlandia        | 3:0   | Portugalia | 25:13 | 29:27 | 25:18 |       |       | 2580   | Raport |
| 31.05 | 19:10 | Kanada           | 3:1   | Holandia   | 25:22 | 22:25 | 27:25 | 27:25 |       | 4200   | Raport |
| 1.06  | 14:00 | Korea Południowa | 3:1   | Japonia    | 25:22 | 25:20 | 21:25 | 25:19 |       | 5100   | Raport |
| 1.06  | 18:30 | Finlandia        | 2:3   | Portugalia | 25:23 | 23:25 | 23:25 | 25:23 | 12:15 | 2350   | Raport |
| 1.06  | 16:00 | Kanada           | 1:3   | Holandia   | 22:25 | 17:25 | 25:20 | 23:25 |       | 4000   | Raport |
| 2.06  | 14:00 | Korea Południowa | 3:1   | Japonia    | 25:21 | 25:23 | 11:25 | 25:22 |       | 5200   | Raport |

Weekend 2
| Data | Godz. | Drużyna 1        | Wynik | Drużyna 2  | 1     | 2     | 3     | 4     | 5     | Widzów | *      |
| ---- | ----- | ---------------- | ----- | ---------- | ----- | ----- | ----- | ----- | ----- | ------ | ------ |
| 7.06 | 19:00 | Kanada           | 3:0   | Portugalia | 25:19 | 25:19 | 25:18 |       |       | 1900   | Raport |
| 8.06 | 14:00 | Korea Południowa | 0:3   | Finlandia  | 23:25 | 23:25 | 20:25 |       |       | 4100   | Raport |
| 8.06 | 16:30 | Holandia         | 3:1   | Japonia    | 18:25 | 25:20 | 25:22 | 25:17 |       | 1800   | Raport |
| 8.06 | 19:00 | Kanada           | 1:3   | Portugalia | 19:25 | 25:20 | 18:25 | 23:25 |       | 2200   | Raport |
| 9.06 | 14:00 | Korea Południowa | 2:3   | Finlandia  | 25:23 | 18:25 | 24:26 | 25:15 | 14:16 | 4200   | Raport |
| 9.06 | 13:30 | Holandia         | 3:0   | Japonia    | 25:20 | 25:21 | 25:18 |       |       | 1600   | Raport |

Weekend 3
| Data  | Godz. | Drużyna 1 | Wynik | Drużyna 2        | 1     | 2     | 3     | 4     | 5 | Widzów | *      |
| ----- | ----- | --------- | ----- | ---------------- | ----- | ----- | ----- | ----- | - | ------ | ------ |
| 14.06 | 19:00 | Kanada    | 3:0   | Korea Południowa | 25:19 | 25:10 | 25:18 |       |   | 3000   | Raport |
| 15.06 | 13:00 | Japonia   | 3:1   | Finlandia        | 25:17 | 25:18 | 24:26 | 25:18 |   | 2530   | Raport |
| 15.06 | 19:00 | Kanada    | 3:0   | Korea Południowa | 25:23 | 25:20 | 25:20 |       |   | 3350   | Raport |
| 16.06 | 13:00 | Japonia   | 3:1   | Finlandia        | 23:25 | 25:21 | 25:19 | 25:22 |   | 2850   | Raport |

Weekend 4
| Data  | Godz. | Drużyna 1 | Wynik | Drużyna 2  | 1     | 2     | 3     | 4     | 5     | Widzów | *      |
| ----- | ----- | --------- | ----- | ---------- | ----- | ----- | ----- | ----- | ----- | ------ | ------ |
| 22.06 | 16:30 | Holandia  | 2:3   | Portugalia | 21:25 | 25:19 | 25:23 | 26:28 | 13:15 | 2500   | Raport |
| 23.06 | 13:30 | Holandia  | 3:0   | Portugalia | 36:34 | 25:23 | 25:22 |       |       | 2700   | Raport |

Weekend 5
| Data  | Godz. | Drużyna 1        | Wynik | Drużyna 2 | 1     | 2     | 3     | 4     | 5     | Widzów | *      |
| ----- | ----- | ---------------- | ----- | --------- | ----- | ----- | ----- | ----- | ----- | ------ | ------ |
| 28.06 | 18:30 | Finlandia        | 1:3   | Kanada    | 13:25 | 25:22 | 21:25 | 20:25 |       | 4220   | Raport |
| 29.06 | 14:00 | Korea Południowa | 1:3   | Holandia  | 23:25 | 25:22 | 20:25 | 16:25 |       | 3013   | Raport |
| 29.06 | 18:30 | Finlandia        | 0:3   | Kanada    | 23:25 | 22:25 | 17:25 |       |       | 3950   | Raport |
| 30.06 | 14:00 | Korea Południowa | 1:3   | Holandia  | 20:25 | 22:25 | 25:21 | 20:25 |       | 3003   | Raport |
| 29.06 | 19:00 | Portugalia       | 3:1   | Japonia   | 25:22 | 20:25 | 26:24 | 25:15 |       | 3050   | Raport |
| 30.06 | 19:00 | Portugalia       | 2:3   | Japonia   | 25:22 | 23:25 | 30:28 | 22:25 | 10:15 | 3095   | Raport |

Weekend 6
| Data | Godz. | Drużyna 1  | Wynik | Drużyna 2        | 1     | 2     | 3     | 4     | 5    | Widzów | *      |
| ---- | ----- | ---------- | ----- | ---------------- | ----- | ----- | ----- | ----- | ---- | ------ | ------ |
| 5.07 | 18:30 | Finlandia  | 1:3   | Holandia         | 25:23 | 23:25 | 23:25 | 23:25 |      | 3370   | Raport |
| 6.07 | 14:00 | Japonia    | 1:3   | Kanada           | 11:25 | 21:25 | 25:23 | 20:25 |      | 2450   | Raport |
| 6.07 | 18:30 | Finlandia  | 3:1   | Holandia         | 25:19 | 26:24 | 20:25 | 25:20 |      | 3260   | Raport |
| 6.07 | 19:00 | Portugalia | 1:3   | Korea Południowa | 18:25 | 25:22 | 23:25 | 21:25 |      | 780    | Raport |
| 7.07 | 14:00 | Japonia    | 2:3   | Kanada           | 23:25 | 25:23 | 27:25 | 18:25 | 7:15 | 3000   | Raport |
| 7.07 | 19:00 | Portugalia | 1:3   | Korea Południowa | 32:34 | 23:25 | 25:21 | 26:28 |      | 825    | Raport |

### Faza finałowa

#### Grupa D
Tabela
| Lp. | Drużyna   | Pkt | Mecze | Mecze   | Mecze   | Sety | Sety | Sety  | Małe punkty | Małe punkty | Małe punkty |
| Lp. | Drużyna   | Pkt | M     | W (3:2) | P (2:3) | wyg. | prz. | ratio | zdob.       | str.        | ratio       |
| --- | --------- | --- | ----- | ------- | ------- | ---- | ---- | ----- | ----------- | ----------- | ----------- |
| 1   | Włochy    | 6   | 2     | 2 (0)   | 0 (0)   | 6    | 2    | 3.000 | 192         | 173         | 1.110       |
| 2   | Bułgaria  | 3   | 2     | 1 (0)   | 1 (0)   | 4    | 4    | 1.000 | 187         | 191         | 0.979       |
| 3   | Argentyna | 0   | 2     | 0 (0)   | 2 (0)   | 2    | 6    | 0.333 | 181         | 196         | 0.923       |

Źródło: fivb.org
Punktacja: 3:0 i 3:1 – 3 pkt; 3:2 – 2 pkt; 2:3 – 1 pkt; 1:3 i 0:3 – 0 pkt
Zasady ustalania kolejności: 1. liczba punktów; 2. liczba zwycięstw; 3. stosunek setów; 4. stosunek małych punktów; 5. bilans w bezpośrednich meczach
     awans do półfinału
Wyniki
| Data  | Godz. | Drużyna 1 | Wynik | Drużyna 2 | 1     | 2     | 3     | 4     | 5 | Widzów | *      |
| ----- | ----- | --------- | ----- | --------- | ----- | ----- | ----- | ----- | - | ------ | ------ |
| 17.07 | 21:00 | Argentyna | 1:3   | Bułgaria  | 26:28 | 23:25 | 25:20 | 23:25 |   | 5000   | Raport |
| 18.07 | 21:00 | Bułgaria  | 1:3   | Włochy    | 18:25 | 25:18 | 22:25 | 24:26 |   | 1800   | Raport |
| 19.07 | 20:00 | Włochy    | 3:1   | Argentyna | 25:20 | 23:25 | 25:17 | 25:22 |   | 5300   | Raport |

#### Grupa E
Tabela
| Lp. | Drużyna  | Pkt | Mecze | Mecze   | Mecze   | Sety | Sety | Sety  | Małe punkty | Małe punkty | Małe punkty |
| Lp. | Drużyna  | Pkt | M     | W (3:2) | P (2:3) | wyg. | prz. | ratio | zdob.       | str.        | ratio       |
| --- | -------- | --- | ----- | ------- | ------- | ---- | ---- | ----- | ----------- | ----------- | ----------- |
| 1   | Brazylia | 4   | 2     | 1 (0)   | 1 (1)   | 5    | 3    | 1.667 | 177         | 176         | 1.006       |
| 2   | Rosja    | 3   | 2     | 1 (1)   | 1 (1)   | 5    | 5    | 1.000 | 215         | 203         | 1.059       |
| 3   | Kanada   | 2   | 2     | 1 (1)   | 1 (0)   | 3    | 5    | 0.600 | 172         | 185         | 0.930       |

Źródło: fivb.org
Punktacja: 3:0 i 3:1 – 3 pkt; 3:2 – 2 pkt; 2:3 – 1 pkt; 1:3 i 0:3 – 0 pkt
Zasady ustalania kolejności: 1. liczba punktów; 2. liczba zwycięstw; 3. stosunek setów; 4. stosunek małych punktów; 5. bilans w bezpośrednich meczach
     awans do półfinału
Wyniki
| Data  | Godz. | Drużyna 1 | Wynik | Drużyna 2 | 1     | 2     | 3     | 4     | 5     | Widzów | *      |
| ----- | ----- | --------- | ----- | --------- | ----- | ----- | ----- | ----- | ----- | ------ | ------ |
| 17.07 | 17:30 | Brazylia  | 2:3   | Rosja     | 17:25 | 25:23 | 25:22 | 19:25 | 11:15 | 2800   | Raport |
| 18.07 | 17:30 | Rosja     | 2:3   | Kanada    | 25:20 | 25:21 | 23:25 | 21:25 | 11:15 | 1800   | Raport |
| 19.07 | 16:30 | Kanada    | 0:3   | Brazylia  | 18:25 | 28:30 | 20:25 |       |       | 3150   | Raport |

#### Półfinały
| Data  | Godz. | Drużyna 1 | Wynik | Drużyna 2 | 1     | 2     | 3     | 4     | 5 | Widzów | *      |
| ----- | ----- | --------- | ----- | --------- | ----- | ----- | ----- | ----- | - | ------ | ------ |
| 20.07 | 16:30 | Włochy    | 1:3   | Rosja     | 12:25 | 23:25 | 26:24 | 20:25 |   | 3000   | Raport |
| 20.07 | 20:00 | Brazylia  | 3:1   | Bułgaria  | 25:12 | 25:17 | 23:25 | 25:16 |   | 3100   | Raport |

#### Mecz o 3. miejsce
| Data  | Godz. | Drużyna 1 | Wynik | Drużyna 2 | 1     | 2     | 3     | 4     | 5    | Widzów | *      |
| ----- | ----- | --------- | ----- | --------- | ----- | ----- | ----- | ----- | ---- | ------ | ------ |
| 21.07 | 16:30 | Włochy    | 3:2   | Bułgaria  | 21:25 | 25:21 | 25:20 | 21:25 | 15:7 | 2800   | Raport |

#### Finał
| Data  | Godz. | Drużyna 1 | Wynik | Drużyna 2 | 1     | 2     | 3     | 4 | 5 | Widzów | *      |
| ----- | ----- | --------- | ----- | --------- | ----- | ----- | ----- | - | - | ------ | ------ |
| 21.07 | 20:00 | Brazylia  | 0:3   | Rosja     | 23:25 | 19:25 | 19:25 |   |   | 4500   | Raport |

## Klasyfikacja końcowa
| Miejsce | Reprezentacja     |
| ------- | ----------------- |
| złoto   | Rosja             |
| srebro  | Brazylia          |
| brąz    | Włochy            |
| 4.      | Bułgaria          |
| 5.      | Kanada            |
| 6.      | Argentyna         |
| 7.      | Niemcy            |
| 8.      | Serbia            |
| 9.      | Iran              |
| 10.     | Francja           |
| 11.     | Polska            |
| 12.     | Stany Zjednoczone |
| 13.     | Kuba              |
| 14.     | Holandia          |
| 15.     | Korea Południowa  |
| 16.     | Finlandia         |
| 17.     | Portugalia        |
| 18.     | Japonia           |

## Nagrody indywidualne
| Najlepszy zawodnik (MVP) | Najlepsi przyjmujący           | Najlepsi środkowi                   | Najlepszy atakujący | Najlepszy rozgrywający | Najlepszy libero |
| ------------------------ | ------------------------------ | ----------------------------------- | ------------------- | ---------------------- | ---------------- |
| Nikołaj Pawłow           | Ivan Zaytsev Ricardo Lucarelli | Dmitrij Muserski Emanuele Birarelli | Cwetan Sokołow      | Bruno Rezende          | Mario            |